# Corethrella aridicola
Corethrella aridicola är en tvåvingeart som beskrevs av Art Borkent 2008. Corethrella aridicola ingår i släktet Corethrella och familjen Corethrellidae. Inga underarter finns listade i Catalogue of Life.